# NGC 4550
NGC 4550 este o galaxie lenticulară situată în constelația Fecioara. A fost descoperită în 1784 de către William Herschel. Se află la o distanță de 13,43 megaparseci de Pământ.